# De Sorte Pantere
Black Panther Party også kaldt Black Panthers(BPP) (De sorte panteres Parti) var et militant venstreorienteret politisk parti i 1960'ernes og 70'ernes USA.

## Grundlag
De stod for en såkaldt sort nationalisme, som skulle samle afroamerikanske borgere bag en marxistisk ideologi. Hvide amerikanere kunne således ikke tilslutte sig partiet.
BPP arbejdede ud fra et 10-punkts-program, Huey P. Newton (1942-89) og Bobby Seale (1936-) havde forfattet ved organisationens stiftelse. Programmet er blevet revideret nogle gange.

## 10-punkts-programmet
1. Vi kræver frihed. Vi ønsker magt til at afgøre vor sorte og undertrykte samfunds skæbne. 
Vi tror ikke, at de sorte og undertrykte folk bliver frie, før vi selv kan afgøre vores skæbne ved at at have fuld kontrol over alle institutionerne i vores egne samfund.
2. Vi kræver fuld beskæftigelse for vort folk. 
Vi mener at den føderale regering er ansvarlig for og forpligtet til at give alle mennesker arbejde eller en garanteret indkomst. Vi mener, at hvis de amerikanske forretningsmænd ikke vil give arbejde til alle, må samfundet overtage produktionsmidlerne og teknologien, så folk i lokalsamfundene selv kan organisere produktionen og skabe arbejde til alle og sørge for en høj levestandard.
3. Vi kræver en ende på kapitalisternes udplyndring af vor sorte og undertrykte samfund. 
Vi mener, at den racistiske regering har berøvet os, og nu forlanger vi den gamle gæld på 40 acres og 2 muldyr tilbagebetalt. 40 acres og 2 muldyr blev os lovet for 100 år siden som kompensation for slaveriet og massemordet på sorte mennesker.
4. Vi kræver anstændige boliger, der egner sig til at bebos af mennesker. 
Vi mener, at hvis husværterne ikke sørger for anstændige boliger til vor sorte og undertrykte samfund, skal husene og grundene gøres til andelsboliger, så folk i vores samfund, med regeringens hjælp, kan bygge anstændige boliger til vort folk.
5. Vi kræver, at vort folk modtager undervisning, der blotlægger det dekadente amerikanske samfunds natur. Vi kræver undervisning, der lærer os vor virkelige historie og vor rolle i det nuværende samfund. 
Vi ønsker et undervisningssystem, der giver vort folk viden om, hvem de er. Hvis man ikke har nogen viden om sig selv og sin plads i verden, har man en meget lille chance for at forstå noget som helst andet.
6. Vi kræver gratis sygeforsikring for alle sorte og undertrykte mennesker. 
Vi mener, at regeringen skal tilbyde gratis sundhedsfaciliteter for folket, der ikke kun kurerer vores sygdomme, der hovedsagligt er resultatet af undertrykkelsen af det sorte folk, men som også lancerer forebyggende programmer, der kan sikre vores fremtidige overlevelse. Vi mener, at der skal udvikles folkelig sundhedsundervisningsprogrammer, der giver sorte og undertrykte folk adgang til videnskabelig og medicinsk information, så vi kan passe ordentligt på os selv.
7. Vi kræver, at der straks bliver sat en stopper for politibrutalitet mod og mord på sorte, andre farvede, og andre undertrykte mennesker i USA. 
Vi mener, at USA's racistiske og fascistiske regering bruger sine politistyrker og efterretningstjenester til at undertrykke sorte, andre farvede og fattige mennesker i USA. Vi mener derfor, det er vores ret at forsvare os mod disse, og at alle sorte og undertrykte mennesker skal bevæbnes for at forsvare vores hjem og lokalsamfund mod de fascistiske politistyrker.
8. Vi kræver, at alle angrebskrige øjeblikkeligt bringes til ophør. 
Vi mener, at de forskellige konflikter omkring i verden skyldes USA's regerings og de ledende lags ønske om at udøve sin dominans mod de undertrykte folk i verden. Vi mener, at hvis USA og dets lakajer ikke straks standser krigene, er det de angrebne folks ret at forsvare sig med alle nødvendige midler.
9. Vi kræver frihed for alle sorte mennesker, der holdes indespærret i amerikanske fængsler og militærfængsler. Vi kræver en rettergang med juryer bestående af ligemænd for alle mennesker sigtet for såkaldte forbrydelser under dette lands lovgivning. 
Vi mener ikke, at de mange sorte og fattige undertrykte folk, der i dag sidder i amerikanske fængsler har fået en fair og upartisk rettergang i et racistisk og fascistisk juridisk system, og de skal derfor løslades. Vi ønsker den fuldstændige afskaffelse af alle landets forskruede, inhumane juridiske institutioner, fordi de mange mænd og kvinder der holdes indespærret i USA eller i amerikanske militærfængsler er ofre for undertrykkende forhold, der er den egentlige grund til deres indespærring. Vi mener, at personer der skal for retten, af den amerikanske stat, skal garanteres en jury af ligemænd, en advokat efter eget valg og frihed indtil domsfældelse.
10. Vi kræver jord, mad, boliger, undervisning, klæder, retfærdighed, fred og lokalsamfundenes kontrol med moderne teknologi. 
Når det, efter menneskers historiske gerninger, bliver nødvendigt for et folk at ophæve de politiske bånd, der har bundet dem til et andet, og tage deres uafhængige og lige plads blandt verdens magter, som naturlovene og naturens Gud berettiger dem til, kræver respekten for verdensopinionen, at de skal forklare årsagerne til, at de er nødsaget til at separere. 
Vi regner disse sandheder for at være selvindlysende, at alle mennesker er skabt lige; at de af deres skaber er blevet udstyret med visse umistelige rettigheder; at blandt disse er retten til liv, frihed og til at forfølge lykken. At der for at sikre disse rettigheder dannes regeringer blandt menneskene, der henter deres magt fra de regeredes samtykke; at når hvilken som helst form for regering bliver en hindring for disse mål, er det folkets ret at ændre eller afskaffe regeringen og danne en ny med grund i disse principper, og organisere sine kræfter på en måde, hvorved det forekommer nemmest at sikre folkets sikkerhed og lykke. Klogskab vil i sandhed diktere, at længe etablerede regeringer ikke skal ændres af ubetydelige og flygtige årsager; og følgelig, al erfaring har vist at menneskeden er mere tilbøjelig til at udholde lidelse, end til at rette op på situationen ved at ændre deres vante rammer. Men, når en lang række af misbrug og egenmægtighed, uvægerligt forfølgende samme mål, der udviser tegn på at underkaste folket et absolut despoti, er det deres ret, deres pligt, at omstyrte en sådan regering, og skaffe nye garanter for deres fremtidige sikkerhed.[1]

## Stiftelse
Partiet blev stiftet 15. oktober 1966 af Huey Newton og Bobby Seale. Organisationens officielle navn var oprindeligt Black Panther Party for Self Defense. De blev den mest kendte militante organisation blandt sorte amerikanere i slutningen af 1960'erne. De sorte pantere fik omfattende støtte fra unge sorte i storbyerne. Gruppens symboler var sorte læderjakker og sorte baretter. Dens medlemmer sås ofte med våben.
Huey Newton var kendt som militant sort aktivist, da han i 1961 mødte medstudenten Bobby Seale på Merritt College i Oakland. Sammen sluttede de sig til den Afro-Amerikanske Sammenslutning under Donald Wardens ledelse, men trådte hurtigt ud igen. De var utilfredse med Wardens liberalistiske variant af den sorte nationalisme.
Newton og Seale dannede 1966 BPP. De satte sig for at holde øje med politiets aktiviteter i de sorte bydele for at sikre, at de sorte borgeres rettigheder blev respekteret.

## Inspiration
BPP droppede ”for Self Defense” i organisationens navn allerede i 1967, men gruppen forblev en paramilitær organisation, der blev holdt sammen af Newtons ideer, som baserede sig på en blanding af marxisme-leninisme og sort nationalisme. Samtidig er der en tydelig inspiration fra tidens revolutionære bevægelser i Asien og Afrika. Væsentligst kan nævnes Mao Tse-Tungs idéer, og Frantz Fanons bog, Fordømte her på jorden (1966).

## De første år – FBI's rolle
BPP havde i de første år en betydelig appel til de unge. De fik i mange kredse en heltestatus på grund af deres mod til at lægge sig ud med politiet. BPP insisterede nemlig på deres grundlovssikrede ret til væbnet selvforsvar blandt sorte. Men gruppen mistede allerede kraft i slutningen af 60'erne. Det skyldtes dels, at det amerikanske forbundspoliti, FBI, begyndte at interessere sig for BPP. Deres vellykkede infiltration øgede splittelsen mellem panterne og andre sorte militante grupper, der til tider udviklede sig til væbnet konflikt. Interne opgør i BPP, bl.a. om vægtningen af henholdsvis socialisme og sort nationalisme, var også medvirkende til svækkelsen.
Den 28. oktober 1967 blev Huey Newton arresteret, anklaget for mord, efter en skudepisode i Oakland, hvor en betjent blev dræbt og en anden såret. Med bevægelsens vigtigste leder i fængsel måtte Seale og nu Eldridge Cleaver (1935-) i stigende omfang påtage sig rollen som talsmænd for bevægelsen. Cleaver havde tidligere været fængselsaktivist og havde været knyttet til Nation of Islam og senere Malcolm X. Han blev nu bevægelsens informationsminister. Han skrev artikler til det Nye Venstres blad Ramparts, var en stærk offentlig taler og prægede mere og mere offentlighedens billede af panterne med sine voldsomme verbale udfald mod sorte såkaldte kontrarevolutionære. Han stillede desuden i 1968 op til præsidentvalget for det lille progressive parti The Peace and Freedom Party.

## Organisationskultur – splittelse, FBI-infiltration og paranoia
Der udviklede sig en organisatorisk paranoia i partiet. BPPs erfaringer med FBI’s infiltration af organisationen forstærkede partiledernes tilbøjelighed til at stille spørgsmålstegn ved de sorte militante aktivister, der ikke var enige i partiets strategi eller taktik. Det skabte en stigende intern uenighed og paranoia. Allerede i august 1967 havde FBI igangsat et COINTELPRO-program rettet mod BPP, som skulle forebygge dannelsen af ”en koalition af militante sorte nationalistiske grupper,” der ”kunne samle og radikalisere disse voldselementer”.
FBI-infiltrationen bidrog til BPPs belejringsmentalitet. Den 6. april 1968 ankom politiet til et hus, der rummede flere pantere. Under aktionen blev partiets 17-årige kasserer dræbt og Cleaver såret og blev igen sendt i fængsel for at have overtrådt sin betingede løsladelse. I september 1968 blev Newton dømt for manddrab og idømt 2-15 års fængsel. I december blev to af partiets ledere i Chicago, Fred Hampton (1948-1969) og Mark Clark (1947-1969), dræbt under et politiaktion. Ifølge partiets advokat var 28 pantere ved udgangen af 1960’erne blevet dræbt. Samtidig var Newton fortsat i fængsel. Han slap først ud efter en appelsag i 1970. Cleaver gik i eksil i Algeriet, og mange andre pantere stod over for lange fængselsstraffe. I 1970 indledte myndighederne i Connecticut et fejlslagent forsøg på at få dømt Seale for mordet på et pantermedlem i staten.

## 1970'erne – svækkelse og ny strategi
I starten af 70’erne svækkedes BPP yderligere, idet de mange domme mod partiets medlemmer og den fortsatte interne rivalisering forstærkede modsætningerne. Frem mod midten af 1970’erne mistede partiet størstedelen af dens opbakning. Newton blev løsladt i 1970, hvorefter han forsøgte at puste nyt liv i partiet. Han lagde afstand til Cleavers retorik, som lagde vægt på væbnet kamp. Frem for konfrontation med politiet prioriterede Newton sociale programmer i de sorte kvarterer. BPP begyndte fx at uddele gratis morgenmad til børn, og i midten af 70’erne deltog de i valgkampe og kampagner for at registrere sorte som vælgere. Forsøget på at genvinde folkelig støtte mislykkedes dog endeligt, da der blev offentliggjort anklager om, at Newton og andre pantere var engageret i afpresning og angreb på andre sorte.
I 1976 var de fleste gamle pantere (herunder Seale og Cleaver) blevet ekskluderet eller havde selv forladt BPP. Newton blev stillet over for en række kriminelle sigtelser og flygtede til Cuba. Da han nogle år senere vendte tilbage til USA, færdiggjorde han et doktorat og forblev politisk aktiv, men var også involveret i narkohandel. Han blev skudt i Oakland i 1989 under et narkoopgør.
Det danske venstrefløjsparti Venstresocialisterne (VS) havde i slutningen af 1960'erne og starten af 70'erne forbindelser til Black Panther Party.

## Eksterne links
- Wikimedia Commons har flere filer relateret til De Sorte Pantere
- Panternes hjemmeside Arkiveret 3. maj 2010 hos  Wayback Machine